# K-R-I-T Motor Car Company
K-R-I-T Motor Car Company — американская автостроительная компания, существовавшая в 1909—1916 годах.

## История

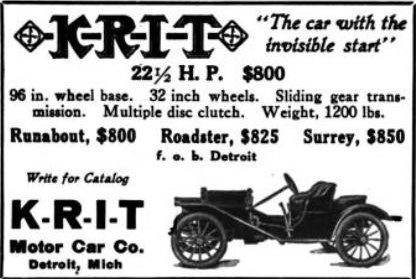
1911 KRIT motor car Advertisement

Название компании вероятно связано с именем финансировавшего её и помогавшего в технических разработках Кеннета Криттендена. Эмблемой была выбрана свастика. За годы существования заводы компании находились в двух различных местах: первый был получен от фирмы Blomstrom, а в 1911 году состоялся переезд на завод, ранее использовавшийся фирмой R. M. Owen & Company (затем ставшей производителем электромобилей Owen Magnetic). Продукцией были типовые легковые автомобили с 4-цилиндровыми двигателями, экспортировавшиеся также в Европу и Австралию. Начавшаяся Первая мировая война нанесла урон фирме, окончательно закрывшейся в 1915 году . Уже после закрытия несколько экземпляров автомобилей были собраны из оставшихся запчастей.
В 1911 году компания KRIT была куплена Уолтером С. Расселом, владельцем Russel Wheel and Foundry Company, производившей оборудование для железных дорог.

## Сохранившиеся автомобили

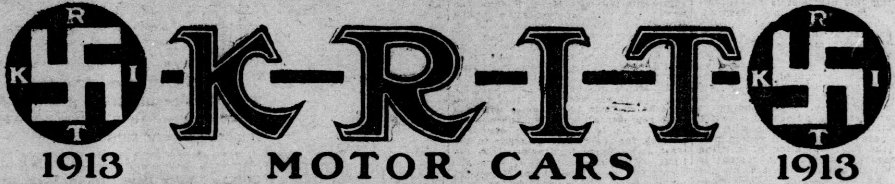
Логотип компании с изображением свастики

- 1913 K-R-I-T «KT» 5-Passenger Touring находится в экспозиции Национального автомобильного музея в Неваде.

## См. также

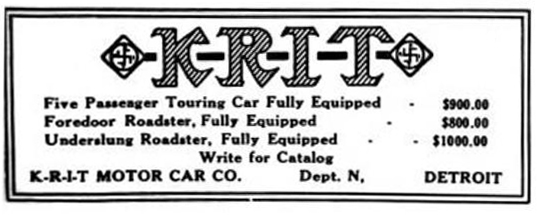
Реклама KRIT motor car, 1912

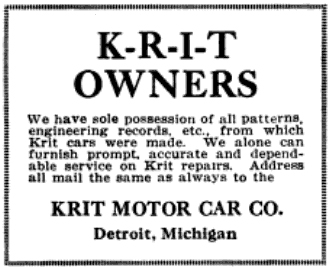
1917 KRIT Motor Car Co. — Patterns available